# Indra (chanteuse)
Pour les articles homonymes, voir Indra (homonymie).
 (août 2011).
Si vous disposez d'ouvrages ou d'articles de référence ou si vous connaissez des sites web de qualité traitant du thème abordé ici, merci de compléter l'article en donnant les références utiles à sa vérifiabilité et en les liant à la section « Notes et références ».
Indra, de son nom complet Indra Kuldasaar, est une chanteuse et actrice suédoise née le 20 juillet 1967 à Göteborg (Suède) de parents estoniens.

## Biographie

### Années 1990
Indra arrive en France en suivant son petit ami de l'époque, pays qu'elle ne quittera plus depuis. Alors étudiante en art dramatique, elle se fait remarquer en 1990 par Paul Taiclet, qui décide de la présenter au producteur Orlando (le frère de Dalida). Elle signe aussitôt un contrat et enregistre son premier single Let's Go Crazy, qui atteindra la onzième place du top 50. Elle sort ensuite Misery (no 7), Temptation (no 7) et Tell me (no 17), tous issus de son premier album Temptation, sorti en 1991, qui est certifié disque d'or. Together Tonight, son second album paraît l'année suivante. Il comprend les singles Gimme What's Real (no 16), Rescue Me (no 38) et Yesterday Is History (Tomorrow Is A Mystery). Cet album, sera lui aussi, certifié disque d'or.
En 1992, elle assure la première partie de Prince à Paris lors de la tournée Diamonds and Pearls Tour, puis assure celle d'East 17 en 1994. Cette même année, l'artiste publie son Best Of incluant ses plus grands hits ainsi que 4 inédits.
En 1995 sort l'album Anywhere où Indra collabore notamment avec DJ Bobo et Masterboy. Elle décide ensuite de se consacrer à sa vie de famille et quitte un temps l'univers médiatique, elle revient en janvier 1999 en publiant l'album You and me qui comprend Message For You et Never, Never. En juin 1999 paraît le duo Reggae Life avec Michael Damian.

### Depuis 2000
En 2004, Indra sort un single en duo avec Frédéric Lerner : Besoin de vous. L'année suivante, elle enregistre Oublie moi, un titre composé par le groupe nantais Tragédie spécialement pour elle. En avril 2006, elle participe à l'émission de téléréalité Je suis une célébrité, sortez-moi de là ! sur TF1. Un single intitulé Sois beau et tais toi sort la même année. Il se classe 16e au top 50. Le nouvel album d'Indra atteint la 63e place du top 100 des albums.
Du 10 janvier au 30 mars 2009, Indra est à l'affiche de la pièce Ma femme est folle au Théâtre des Nouveautés. Elle y incarne Catherine, le premier rôle féminin. En février 2010, Indra publie son septième album studio : One Woman Show, toujours produit par BG-Orlando mais désormais distribué par Mercury/Universal Music. L'album, entièrement chanté en anglais et enregistré en Suède, renoue avec les sons dance-floor des débuts[réf. nécessaire]. Le premier extrait radio de cet album est Upper hand (sexy mama). Le second est High Heels And Backwards remixé pour l'occasion dans une version radio au son plus techno que sur l'album. L'album ne connaîtra pas le succès[réf. nécessaire].
En mars 2011, Indra entame la tournée Génération Dance Machine, la tournée des années 90. Elle y fera plus d'une quarantaine de dates à travers la France accompagnée de plusieurs artistes. En octobre 2011, Indra débute en parallèle de la tournée des années 1990, une tournée d'une cinquantaine de dates avec sa nouvelle pièce de théâtre Le Club des célibataires, avec pour partenaires les acteurs Franck Borde et Willy Liechty. En avril 2012, Indra tient le rôle principal de l'épisode Par désespoir, j'ai piégé mon fan ! de la série de réalité scénarisée Le Jour où tout a basculé sur France 2.
En mai 2013, Indra publie un nouveau single : It's On You. Le 28 septembre 2013, sort le single Feel My Love de David Stephan, auquel elle collabore en tant qu'interprète, afin de soutenir la cause du mariage pour tous.

## Vie privée
En 2000, elle épouse le mannequin Guy Paillard, avec lequel elle a un fils, Ollie Paillard. Le couple se sépare quelque temps plus tard.

## Discographie

### Singles
- 1990 : Let's Go Crazy #11 France
- 1991 : Misery #7 France
- 1991 : Temptation #7 France
- 1992 : Tell me #17 France
- 1992 : Gimme what's real #16 France
- 1993 : Rescue me #38 France
- 1993 : Yesterday is history (Tomorrow is a mystery) #96 France
- 1994 : Hollywood #64 France
- 1994 : Save my life #81 France
- 1995 : Anywhere
- 1995 : Jusqu'Au Bout Du Rêve (Dalida Feat Indra)
- 1996 : We belong together
- 1997 : Message for you
- 1999 : Reggae life (duo avec Michael Damian)
- 1999 : Never, never #99 France
- 2004 : Besoin de vous (duo avec Frédéric Lerner) #47 France, #88 Suisse
- 2005 : Oublie moi #39 France
- 2006 : Sois beau et tais-toi #16 France
- 2010 : Upper Hand (Sexy Mama)
- 2010 : High Heels And Backwards (2French Guys Remix Radio)
- 2013 : It's on you
- 2013 : Feel my love (David Stephan en duo avec Indra)

## Pièces de théâtre
- 2009 : Ma femme est folle avec Georges Beller, Steevy Boulay, Sonia Dubois
- 2011-2012 : Le Club des célibataires avec Franck Borde et Willy Liechty
- 2013-2015 : Ma femme s'appelle Maurice avec Pascal Brunner et Évelyne Leclercq

## Télévision

### Fictions
- 2012 : Le Jour où tout a basculé sur  France 2
- 2021 : Influences sur  NRJ 12

### Émissions
- 1992-1993 : Yacapa sur France 3 - sociétaire
- 1994, 1995, 2009 : Fort Boyard sur France 2 - candidate
- 1997-1998 : Ce soir, je passe à la télé sur France 3 - animatrice
- 2006 : Je suis une célébrité, sortez-moi de là ! sur  TF1 - candidate